# Artocarpus mariannensis
Artocarpus mariannensis là một loài thực vật có hoa trong họ Moraceae. Loài này được Trécul mô tả khoa học đầu tiên năm 1847.